# Клевино (Себежский район)
Клевино — деревня в Себежском районе Псковской области России. Входит в состав городского поселения Себеж. Численность населения деревни, по оценке на начало 2001 года, составляла 38 жителей.

## География
Расположена на юго-западе региона, в центральной части района, на западной окраине города Себеж, в пределах Прибалтийской низменности, в зоне хвойно-широколиственных лесов.
Уличная сеть не развита.

## Климат
Климат, как и во всём районе, умеренно континентальный. Характеризуется мягкой зимой, относительно прохладным летом, сравнительно высокой влажностью воздуха и значительным количеством осадков в течение всего года. Средняя температура воздуха в июле +17 °C, в январе −8 °C. Средняя продолжительность безморозного периода составляет 130—145 дней в году. Годовое количество осадков — 600—700 мм. Большая их часть выпадает в апреле — октябре. Устойчивый снежный покров держится 100—115 дней; его мощность обычно не превышает 20—30 см.

## История
На карте Псковской губернии 1888 года деревня обозначена как Клевина.
В 1941—1944 годах местность находилась под фашистской оккупацией войсками Гитлеровской Германии.
Деревня Клевино в советские и постсоветские годы входила в Ленинский сельсовет, который постановлением Псковского областного Собрания депутатов от 26 января 1995 года переименован в Ленинскую волость.
Законом Псковской области от 28 февраля 2005 года Ленинская волость была упразднена, а с 1 января 2006 года её территория, в том числе деревня Клевино, вместе с городом Себеж составили новосозданное муниципальное образование Себеж со статусом городского поселения.

## Население
| 2001 | 2002 | 2010 |
| ---- | ---- | ---- |
| 38   | ↘37  | ↘32  |

### Национальный и гендерный состав
Согласно результатам переписи 2002 года, в национальной структуре населения русские составляли 97 % от общей численности в 37 человек, из них 18 мужчин, 19 женщин.

## Инфраструктура
Личное подсобное хозяйство.

## Транспорт
Деревня доступна автотранспортом.
Автомобильная дорога общего пользования местного значения «От а/д Толкачево-Себеж-Заситино км.41+960 до дер. Клевино» (идентификационный номер 58-254-501 ОП МП 58Н-024), протяженностью в 1,8 км.